# Guillaume André René Baston

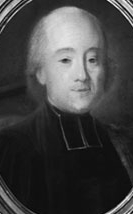
Guillaume-André-René Baston (1741–1825)

Guillaume André René Baston (* 29. November 1741 in Rouen; † 26. September 1825 in Saint-Laurent-de-Brèvedent in der Normandie) war ein französischer Hochschullehrer, römisch-katholischer Theologe und Bischof.

## Leben
Guillaume André René Baston wurde als Sohn eines Steuereinnehmers der Stadt Pont-Audemer in der Normandie geboren. Nach dem Abitur bei den Jesuiten in Rouen studierte er am Priesterseminar St. Sulpice in Paris Theologie, wurde Lehrer für Philosophie in Angers und dort 1766 zum Priester geweiht. Vier Jahre später erhielt er an der Universität Rouen einen Lehrstuhl für Theologie. 1788 wurde er Domkapitular und engagierte sich als Publizist um die Haltung des französischen Klerus zur Französischen Verfassung von 1791. Dabei verweigerte er den Eid auf die Verfassung und ging 1792 ins Exil nach London und Maastricht. Nach der Eroberung Belgiens durch die französischen Revolutionstruppen flüchtete er über Nimwegen, Arnheim, Doesburg und Bocholt nach Coesfeld. Dort lebte er im Exil bis zum 12. Mai 1803 und verfasste die „Mémoires“, eine dreibändige Schilderung seiner Flucht, seines Aufenthaltes in Coesfeld und seiner Erfahrungen über die Lebensverhältnisse im Münsterland. In dem zweiten Band seiner Erinnerungen schildert Baston die hochherzige Aufnahme durch die Frauen – aus dem westfälischen Adel stammend – im Haus Marienburg, einer Einrichtung der Kartäuser.
Baston kritisierte die Unbeholfenheit des Klerus in der Liturgie und dessen mangelnde Bildung. Den Landpastoren gingen Jagd und Teilnahme an allerlei Vergnügungen weit vor Gelehrtheit und religiöser Vertiefung.
Er kehrte nach Rouen zurück und wurde durch Erzbischof Cambacérès zum Generalvikar und Dekan des Kapitels ernannt.
1811 nahm er am französischen Nationalkonzil teil und wurde 1813 von Napoleon Bonaparte, dessen Gunst er als Gallikaner gewann, zum Bischof von Sées ernannt. Papst Pius VII. stimmte der Nominierung nicht zu, so dass sich das Domkapitel zu einem Widerruf veranlasst sah. Baston blieb Domherr in Rouen und war ab 1822 Generalvikar des Bischofs von Rouen.
Am 8. Oktober 1813 erhielt Baston ein von der Kaiserin Marie-Luise ausgefertigtes Diplom, mit dem ihm der Titel eines Barons verliehen wurde.

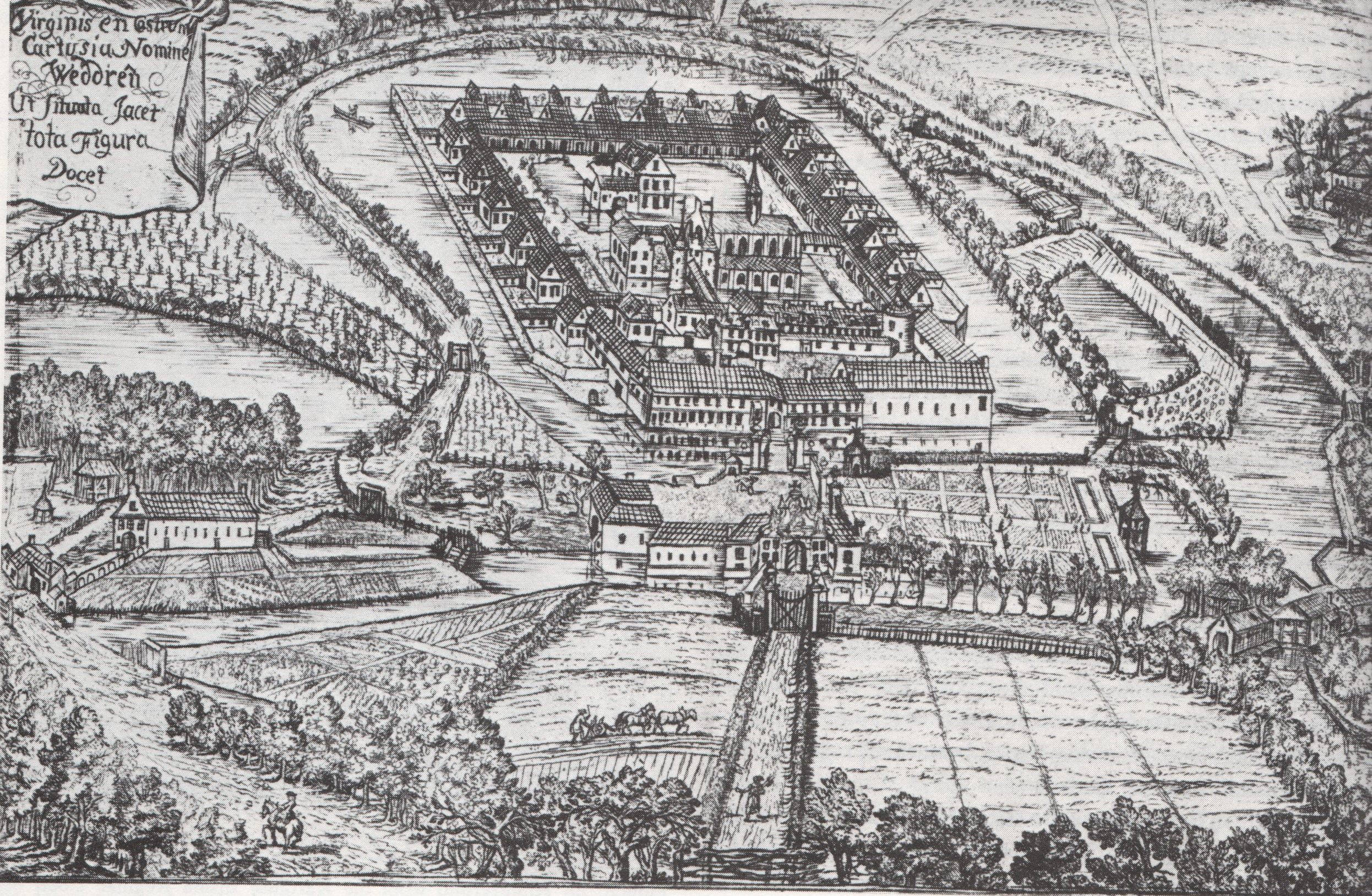
Kartause Marienburg 1739, Bastons Exil von 1795 bis 1803

## Werke (Auswahl)
- 1772 „Réponse au mémoire et à la consulation de M. Linguet, touchant l’indissolubilité du mariage“
- 1777 „Les entretiens du pape Ganganelli“ (Klement XIV.)
- 1779 „Voltairimeros, ou première journée de M. de Voltaire dans l’autre monde“
- 1791  „Doctrine catholique sur le mariage“
- 1818 „Lectiones theologicae“
- „Mémoires de l’Abbé Baston, Chanoine de Rouen. T. II, Années d’Exil, 1792–1803“ 3 Bände
- 1821 „Réclamation pour l’Église de France et pour la vérité contra l’ouvrage de M. le comte de Maistre [Du Pape]“
- 1823 „Antidote contre les erreurs et la réputation de l’Essai sur l’indiférence en matière de religion“
- 1824 „Concordance des lois Civiles et des lois ecclésiastiques touchant le mariage“